# 門司城の戦い
門司城の戦い（もじじょうのたたかい）は、永禄元年（1558年）から永禄5年（1562年）までに豊前国門司城で起こった、大友義鎮と毛利元就との数度の合戦。永禄4年（1561年）の戦いが最も有名である。

## 発端

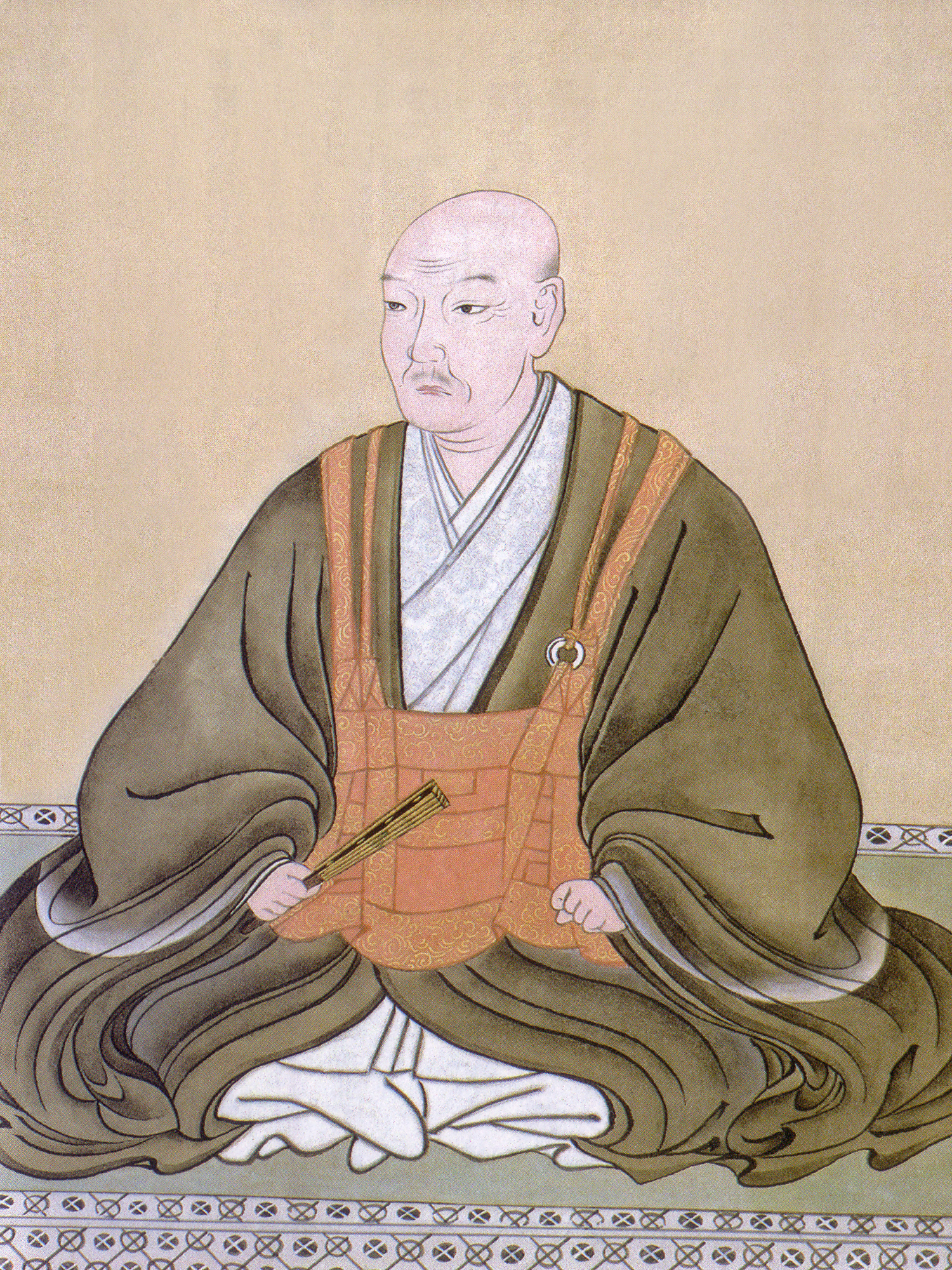
豊後国の大名大友義鎮（宗麟）。

15世紀には、中国地方の守護大名大内氏が、豊前国企救郡（規矩郡）や筑前国遠賀郡に進出し、企救郡では、現地の国人である門司氏を家臣団に組み込みながら、支配を固めていた。大内氏にとって、博多は対外貿易の重要な拠点であり、博多を孤立させないためには、豊前国の門司半島を確保しておく必要があった。一方、豊後国の大友氏は、天文元年（1532年）頃以降、豊前国に攻め入って、大内氏と小競り合いをすることがあった。
天文20年（1551年）、大内義隆が重臣陶晴賢の謀反（大寧寺の変）によって自害した。陶晴賢は、豊後国の大友義鎮（宗麟）の弟大友晴英（大内義長）を大内氏の当主に迎えた。しかし、陶晴賢は、弘治元年（1555年）、大内義隆の遺臣毛利元就に攻められて敗死し、大内義長も弘治3年（1557年）、元就によって自害させられた。

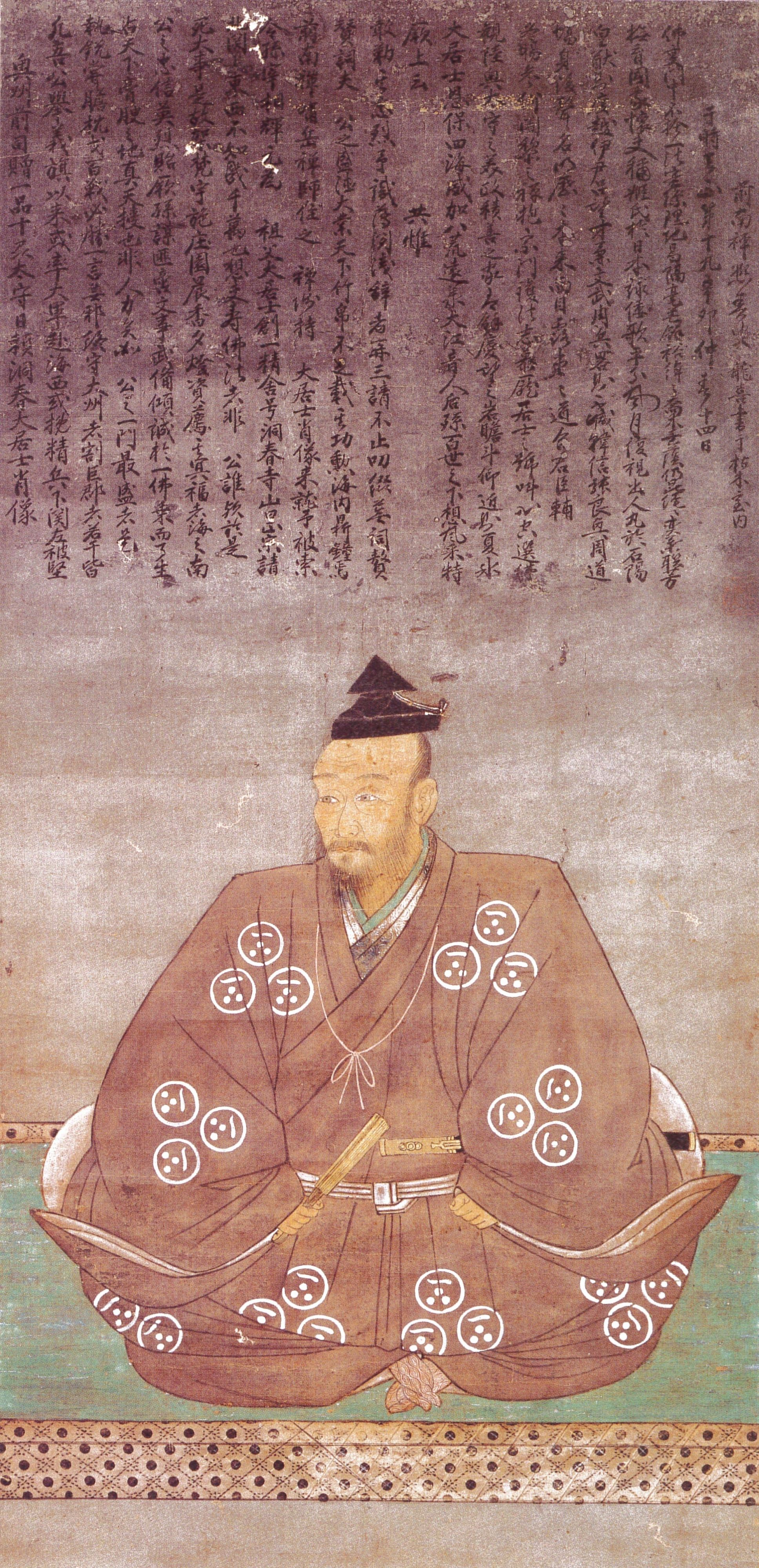
中国地方の大名大内氏の遺臣毛利元就。

大内義長が滅びると、大友宗麟は、豊前・筑前の支配を目指して動き始めた。一方、毛利元就も、門司城を橋頭堡にした上で九州に進出しようと考え、筑前の秋月氏、筑紫氏などを味方に引き入れる工作を行っていた。門司城を確保することは、関門海峡および瀬戸内海の制海権を握ることになり、西国支配の要としての意味を持っていた。
大友義鎮は、同年（弘治3年、1557年）5月、毛利元就宛ての書状で秋月文種誅伐を通告し、北九州に軍勢を進めた。この書状の中では、義鎮が弟義長の救援に向かわなかったのは、毛利との約束があったからであることを示唆した上で、北九州の大内領は大友が継承することを認めてほしいとの意思が述べられている。
大友勢は、8月13日、苅田松山城を攻めており、その後には門司城を攻めたと思われる。『宇佐郡記』に、大内氏の門司の城代仁保右衛門太夫佐（仁保隆慰）が小舟に乗り逃げ帰ったとの記載がある。また、『陰徳太平記』、『吉田物語』には、義鎮が奴留湯主水正（怒留湯直方、主水正融泉、長門守鎮氏）を門司城に置いたとの記載がある。そのほか、永禄元年（1558年）3月8日、大友領の門司城を牢人衆（土地の豪族）が攻め、門司左近監親胤頭（吉志系門司氏）がこれを撃退して義鎮から褒められた記録がある。

## 永禄元年の戦い
毛利氏は、永禄元年（1558年）6月、門司城を攻略したと考えられる。その史料は少ないが、『新裁軍記』には、次の記載がある。
児玉就忠から貫助八宛ての6月12日（年記なし）付け書状があり、これが永禄元年のものであると考えられる。石見国の小笠原長雄を攻撃中の毛利元就が、小早川隆景に命じて、水軍で奇襲させて門司城を攻略したものと推測される。そして毛利隆元は、筑前、豊前方面の諸将を調略し、筑前・宗像氏、豊前・長野氏を味方とすることに成功、各将は大友に反旗を翻し挙兵する。
大友義鎮は豊前の領土を確保するため、10月13日、田原親宏・臼杵鑑速・吉弘鑑理・斎藤鎮実・戸次鑑連（立花道雪）ら1万5千を門司城へ派軍した。大友勢前線の親宏・鑑速・鑑理らは毛利勢の吉川元春・小早川隆景らの連携攻勢で苦戦しながら、豊前規矩郡大里津柳ヶ浦村で布陣する鑑連は将兵の中から弓が得意な兵を800人選抜し毛利兵に雨霰と矢を射込ませたが、その矢に「参らせ戸次伯耆守」と朱記させていた。これを目にした毛利兵は次第に恐怖感、焦燥感を募らせ、元春・隆景ら毛利勢は鑑連・鎭実ら大友勢の挟撃ちで総崩れて門司城に退却し、15日、城から出て毛利領へ帰るが、大友軍の臼杵鎮続の追撃を受けた。こうして大友氏は門司城を奪還して、再び怒留湯直方を城将として務める。この戦は第一次柳ヶ浦の戦いとも伝わる。

## 永禄2年の戦い
大友義鎮は、永禄2年（1559年）6月26日、将軍足利義輝から豊前・筑前・筑後の守護職に任じられ、豊前・筑前攻略に着手した。
8月22日、田原親宏、田原親賢や佐田隆居ら大友勢豊前方面軍は、毛利元就の調略に応じ挙兵した豊前国人・西郷隆頼や野仲鎭兼らの不動岳城、西郷城を攻略した。この元就の調略を響応するように門司城、花尾城、香春岳城も浪人一揆で占拠され挙兵した。義鎮は、田原親宏に、不動岳城攻略を賞しつつ、「しかれども門司・花尾・香春岳未だ落去せず、残党足を抜かないよう討ち果たすべし」との書状を送っている。この頃の怒留湯直方は大友勢の立花鑑載、麻生鎭氏（宗像鎮氏）らと共に宗像領・許斐城、蔦ヶ嶽、白山城などを攻略するため筑前に9月25日まで出陣するので、門司城を易々占拠されたと考えられる。
9月16日、大友義鎮は親宏、親賢、隆居らに命じて門司城を攻撃させる。これに対し、元就は嫡男の毛利隆元・三男の小早川隆景らを門司城へ後詰に向かわせた。隆景は児玉就方に海上封鎖を命じる一方、門司と小倉の間に乃美宗勝の軍勢を上陸させて大友勢を攻撃し、さらに水軍を展開して大友軍の退路を断つなどしたため、大友方は退却を余儀なくされた。26日、軍勢を整えた親宏、親賢、隆居ら大友軍は門司城を攻めて、隆居が本丸一番乗りを果たし、田原親賢から感状を受けた。また、毛利方の門司城督・波多野興滋や波多野兵庫、須子大蔵丞らを討ち取った。
しかし、『吉田物語』によれば、毛利勢は、強力な水軍をもって大友勢の背後を衝き、これを退却させた。『萩藩閥閲録久芳文書』によれば、毛利隆元が10月3日、門司城の普請に尽力した久芳賢重に感状を授けていることから、即日または数日内に門司城の取り返しに成功したと考えられる。
『吉田物語』には、毛利氏の勝利には、小早川隆景の将で、村上水軍と姻戚関係のあった浦兵部宗勝（乃美宗勝）の活躍が大きかったことが描かれている。だが、冷泉五郎元豊は、『立花文書』によって永禄五年十月十三日門司柳浦に討死したことが判明するので、『吉田物語』の記述に矛盾がある。

## 永禄3年の戦い
永禄3年（1560年）12月、元就は再び仁保隆慰を渡海させ、大友の門司城番・怒留湯直方を奇襲して門司城を奪回した。19日、元就は隆慰に規矩一郡の給人領・寺社領の代官職と、門司6か郷のうち柳郷、大積郷、片野郷を知行させた。もともと大内領だった豊前・筑前の諸豪族も、軒並み毛利氏に従った。以後、仁保隆慰は毛利方の門司城督として永く豊前で活躍することになる。

## 永禄4年の戦い
| 周防灘 関門海峡 門司城 和布刈神社 甲宗八幡神社 楠原郷 柳郷 大積郷 伊川郷 吉志郷 片野郷 小森江 大里 小倉 （黄色は現在の埋立地であり、その内側が当時の海岸線に近い） 豊前国 長門国 毛利氏 ↓至豊後国 大友氏 |

大友勢の田原親宏は、永禄4年（1561年）7月1日、小倉に進軍し、門司城攻撃の基地とした。一方の毛利元就は、7月15日、堀立直正を門司に下向させるとともに、石見出陣を取りやめることとした。15日、4月から豊前出陣の戸次鑑連・田北鑑生・田北紹鉄・田原親賢ら大友軍6千はついに毛利勢の原田義種を籠る香春岳城を落す、義種自刃。8月、大友義鎮は再び門司城の攻略を命じる。こうして吉岡長増・臼杵鑑速の二家老と田原親宏・志賀親度・朽網鑑康・吉弘鎮信・戸次鑑連・田北鑑生ら六国衆は1万5千余の兵を率いて豊後の大友館を出陣し、再び門司城を包囲した。この時、博多に停泊していたポルトガル船が、大友義鎮の要請を受けて大砲を門司城に撃ち込んだと言われるが、勝敗に寄与しない程度の短期間の参戦だったと思われる。これに対し、8月21日に毛利元就は、毛利隆元と小早川隆景ら1万8千余の兵に後詰を命じる。そして、隆元が全軍の指揮を執るため長門府中（長府）に滞在し、隆景に1万余の兵を割いて渡海させ、門司城に向かった。
『陰徳太平記』によれば、合戦に参加した両軍の武将は次のとおりである。ただし、兵力などについては史書によって大きな違いがある。
- 大友方：戸次鑑連、田原親賢、臼杵鑑速、斎藤鎮実、吉弘鑑理、吉岡内蔵太夫、田北刑部少輔鎮周、鶴原掃部頭宗叱ら　1万5000騎
- 毛利方：毛利隆元、小早川隆景、宍戸隆家、三村家親、楢崎弾正少弼、佐波常陸介、香川左衛門尉ら　1万8000騎

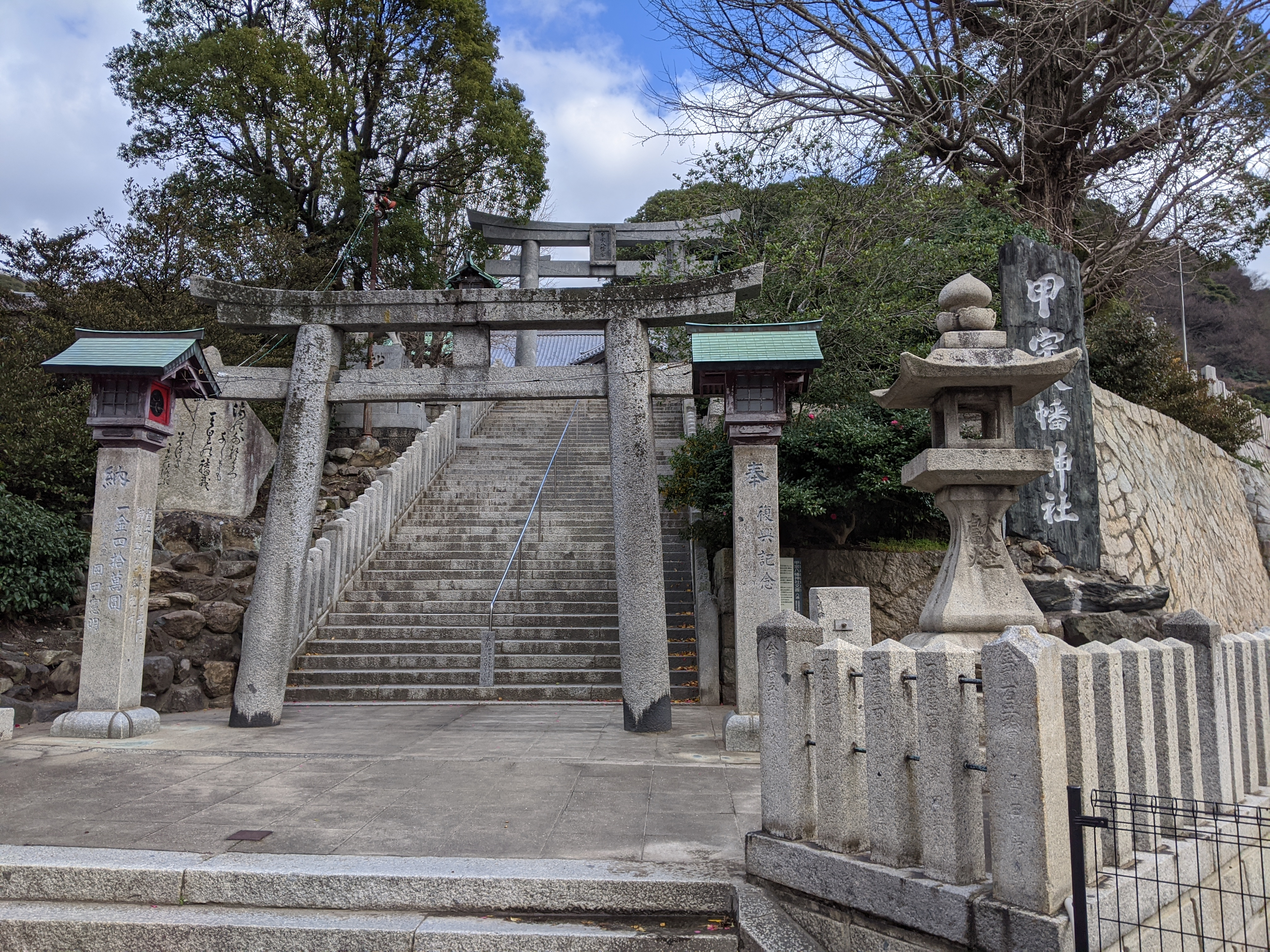
甲宗八幡神社の鳥居前。

毛利方の史料によれば、9月2日に豊前蓑島での合戦、一方、大友軍は武田志摩守、本庄新兵衛、今江土佐守を先鋒に門司城に迫った。9月12日に花尾城合戦。 9月13日、門司城には、雲霞の如き大友軍が犇いており、隆景は、堀立直正の手勢や豊後守護代杉氏の一族の軍8百を決死隊として関門海峡を渡らせ、大友軍の包囲網を切り崩して門司城に入らせた。9月28日、隆景は児玉就方・村上元吉らに命じ、安芸河の内水軍数十艘で蓑島辺を襲撃させ、大友軍の背後を撹乱させた。大友軍は、豊前沼の毛利軍支隊を襲撃するが大勢に影響せず。10月2日に大友軍が門司城周辺に布陣し、10月9日に門司恒見・三角三城の守将杉彦三郎の家臣稲田弾正重範、稲田藤右衛門重里と葛原兵庫助則祐は義鎮の家臣・田北民部鑑益の調略により内応を仕掛けるが、内通者は発覚。10月10日、調略を逆に利用した隆景は、偽の内通の狼煙により大友軍を誘い出すことに成功、隆景自ら渡海し門司城に入り全軍を指揮し、城外に出て指揮をとり防戦に努めた。乃美宗勝と児玉就方は、隆元の命を受け、大友軍の側背を衝いて明神尾の敵陣を切り崩し、敵を大里まで追い込めて、大友軍の大将の一人田北鑑生に重傷を負わせた。主戦場は、内裏（大里）、小森江、和布刈の城西にかけてと見られ、門司城下の甲宗八幡神社はこの時の戦火で消失した。
この戦いでは、毛利勢が一時的な大勝利を得た。『吉田物語』は、次のように記述している。
10月12日に大友方鶴原掃部助宗叱が守る松山城を毛利氏が攻め、このときは鶴原宗叱が毛利勢を撃退している。
10月26日、大友軍の再度の門司城総攻撃。和布刈神社の裏手から門司山麓に迫った大友軍は、臼杵、田原、戸次、斎藤、吉弘という大陣容で攻め、臼杵鑑速や田原親賢らの鉄砲隊数百と戸次鑑連の弓箭隊800と連携して小早川勢に射ち込み大損害を与えたという。 しかし、城を落とすことは出来ず日没となり、大友軍は大里まで引き上げた。
大友方は門司城の攻略を諦め、11月5日夜に包囲を解いて撤退を開始し、毛利勢の吉見正頼や吉見頼貞らの追撃を受けても門司浜・沼の江・大里・赤迫を経て、貫山を越え、彦山下を通って、苦難の末、日田にたどり着いた。だが、田原親宏らの一部は、貫山から分かれて、黒田原・天生田・国分寺原・蓑島を通って国東へ向かったため、道待ちしていた毛利勢の杉因幡守隆哉・乃美宗勝・能島村上武吉・因島村上吉充・来島勢数百人の伏撃を受けられ、竹田津則康、吉弘統清、一万田源介、宗像重正、大庭作介らの名ある武将が討死し多数の犠牲者を出して帰国した。
大友軍が退却したのは、大友軍の背後に位置する豊前松山城や馬ヶ岳城が、毛利軍により攻略されたためとの説がある。大友方志賀鑑隆が守る香春岳城も先に9月頃に攻略したと思われる。
毛利氏は、この戦いにより、門司城だけにとどまらず、筑前の宗像氏・麻生氏、規矩郡の長野氏らにまで支配を及ぼすこととなった。永禄5年（1562年）5月頃には、毛利方は香春岳城の奪還にも成功したと見られる。
この敗戦を契機に大友義鎮は出家して宗麟と号するようになった。

## 永禄5年の戦い
永禄5年（1562年）尼子義久の要請を受けた大友宗麟は再度豊前出兵を命じ、二老（戸次鑑連・吉弘鑑理）と七人の国衆を派遣した。
7月、大友軍は再び香春岳城を攻め落とし、原田親種を追い出して、城将・千手宗元を降伏させる。
13日、鑑連は門司城へ進軍し、第二次柳ヶ浦の戦いでは鑑連の家臣・由布惟信が一番槍の戦功を挙げ、その騎馬疾駆や縦横馳突の活躍ぶりを敵味方とも驚かせたものの、翌14日には門司城を攻め落とすことはできず、毛利勢の小原隆言や桑原龍秋ら漕渡の防戦により撃退された。これは毛利元就が、7月に出雲攻略に向かった隙を突いて、大友方が攻め入ったものと見られる。
大友軍はさらに毛利軍の手に落ち天野隆重と杉重良が守っていた松山城の奪還を目指し豊前苅田町に着陣。9月1日上毛郡夜戦・13日から11月19日まで7度におよぶ松山城攻にて戸次鑑連ら大友勢が攻撃を仕かけたが決戦には至らなかった。松山城を包囲している間に鑑連・鑑理ら大友軍は再び門司城下まで転戦進撃し、10月13日夜昼、大里において第三次柳ヶ浦の戦いにいたった。鑑連の家臣・安東常治や安東連善らが鑑連に従って奮戦し門司城代・冷泉元豊・赤川元徳・桂元親三将を討ち取る大戦果を挙げて大友宗麟から賞されている。しかし、このときは門司城を攻略するにはいたらず11月26日にも門司城下で合戦があり、数百人の負傷者・死者を出している。翌永禄6年（1563年）正月、毛利隆元と小早川隆景の大軍が到着して、両軍にらみ合いとなった。

## 和睦

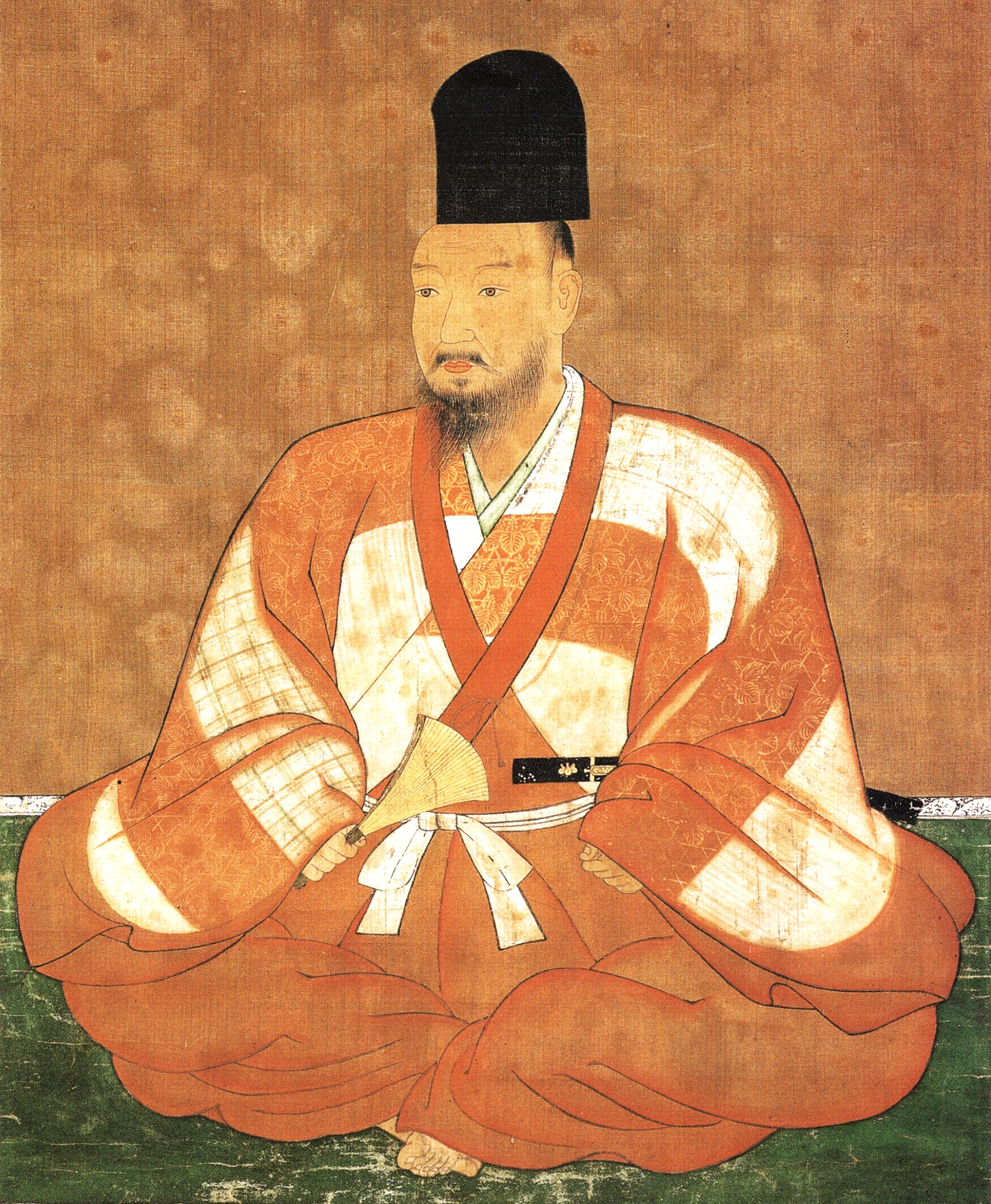
将軍足利義輝。

大友宗麟は、永禄5年1月26日、将軍足利義輝に毛利元就の悪逆非道を訴えていた。義輝は、これを受けて、同年11月頃、大友氏・毛利氏・尼子氏の間を調停するため、聖護院門跡道増を派遣することとした。道増は、尼子氏との紛争は解決困難なことから、毛利氏・大友氏の調停に当たった。道増の下向に伴い、両者は休戦状態となった。
永禄6年（1563年）7月18日の毛利元就の書状では、門司城・香春岳城の確保を条件として和睦交渉に臨んでいたことが分かる。しかし、永禄7年（1564年）1月15日の毛利元就の粟屋就方宛て書状では、「かくの如く候条香春岳をもやがて畳むべく候、祝言の事、きっと相調えるべき由候条、肝心候、これらの趣家親に申すべく候」と書いており、門司城を確保する一方で香春岳城をあきらめ、大友宗麟の娘を毛利輝元に嫁がせる祝言を進める方針となっていることが分かる。もっとも、毛利の赤間関衆は、この講和条件が余りに不利であるとして、元就の側近桂元忠に意見書を提出している。毛利元就は、尼子氏を滅ぼすため、大友氏から背後を突かれないよう、あえて不利な講和に同意した。
一方、足利義輝は大友家に久我通堅と聖護院道増と大舘晴光を通じて代々将軍家陪臣出身の戸次氏・鑑連に対して御内書を下していて、鑑連が宗麟に対して意見を具申すべき極めて枢要な立場であった。この仲介により、一度大友氏と毛利氏の間で休戦が永禄7年（1564年）7月に成立するまで続いた。だが、この間に3月25日、鑑連が由布惟明らの家臣を率いて、大友軍と毛利軍と第四次柳ヶ浦の戦いがあった。大友宗麟は、同年（永禄7年、1564年）7月25日、毛利元就、吉川元春、小早川隆景宛てに、調停を受け入れ祝言を結ぶことについて起請文を送り、元就ら3名は、7月27日、これに応じる起請文を送り、これにより講和が成立した。すなわち、毛利氏は、門司城を除く、松山城や香春岳城などの北部九州の城を全部放棄し、宗像氏・麻生氏の城も大友氏に引き渡すこととなった。

## その後
規矩郡の長野氏は、規矩郡代官である門司城将仁保隆慰の支配下にあったことから、講和成立後、大友氏の城明渡し要求を拒絶した。これに対し、大友氏は、永禄8年（1565年）、規矩郡に出兵した。大友勢は、6月22日、長野城の攻撃を開始し、3か月以上をかけて、これを攻め落とした。
一方、宝満城の高橋鑑種は、永禄7年の講和で大友氏の支配下に置かれたものの、大友氏を裏切り、毛利氏に与した行動をとるようになっていた。そのほか、筑紫広門、龍造寺氏、秋月種実などが大友氏に反旗を翻し、大友氏の筑前支配の要であった立花山城の立花鑑載までが毛利方に寝返った。以後、大友氏と毛利氏は、高橋鑑種の宝満城、秋月種実の古処山城、立花鑑載の立花山城などをめぐって争奪戦を繰り返した。毛利氏は、いったん大友氏に攻め落とされた立花山城を奪還するなど情勢を有利に進めていたが、大友宗麟は、大内輝弘に周防国を攻めさせるという策に出た。毛利氏がこれを破るために九州の軍勢を呼び返すと、大友氏は九州の残党を討つことに成功した。毛利氏は、門司城のみを残し、冷泉元満を門司城番に任命した。
大友氏は、宝満城の高橋鑑種を許し、毛利氏から奪った小倉城に配置した。高橋は、今度は大友方として門司城を攻撃するようになり、元就死後の元亀2年（1571年）にこれを攻略し、毛利方は元亀3年（1572年）に回復して、仁保隆慰の子・元豊が門司城番と見られる。